# Palmares Visionaria
I premi assegnati dal festival cinematografico Visionaria.

## Premi attuali

### Gran Premio Visionario
- 2003 - Rosso Fango, regia di Paolo Ameli
- 2005 - Shadi in the Beautiful Well, regia di Mahdi Fleifel
- 2006 - Tana libera tutti, regia di Vito Palmieri
- 2007 - Drei reisende, regia di Jan Thüring
- 2008 - Guinea Pig - La cavia, regia di Antonello De Leo
- 2009 - Arafat & I, regia di Mahdi Fleifel
- 2010 - Uerra, regia di Paolo Sassanelli
- 2012 - Dulce, regia di Ivan Ruiz Flores
- 2013 - Non è successo niente, regia di Chantal Toesca
- 2015 - A moment later, regia di Yousef Yazdani
- 2016 - Afraid of the dark, regia di Øyvind Mikkelsen Saugerud
- 2017 - Confino, regia di Nico Bonomolo
- 2018 - Mamartuile, regia di Alejandro Saevich

### Gran Premio della Giuria
- 1991 - Modus operandi, regia di Maurizio Gioco
- 1992 - Memento mori, regia di Stefano Tognarelli
- 1993 - Teorema di un incontro, regia di Alessandro Brandi
- 1994 - Il sogno di Pasolini, regia di Schermo Bianco
- 1996 - La trappola, regia di Andrea Aurigemma, Fausto Brizzi, Marco Martani
- 1997 
  - Il giorno che vidi i sorci verdi, regia di Simone Massi
  - Secondo piano, regia di Ruggero Dipaola
- 1998 
  - Il soffitto, regia di Barbara Nava
  - Olio su tela, regia di Cristiano Stocchi, Maurizio Gambini
  - Byte generation, regia di Threshold Brothers
  - DNA, regia di Giorgio Valentini
- 1999 
  - Arturo, regia di Pascal Zullino, Vito Cea, Ignazio Olivieri
  - Schizofrenia, regia di Paolo Ameli
  - Milizie d'autunno, regia di Angela Rosito
- 2000 
  - Schlafman, regia di Nicolai Rohde
  - Symphonie pour un repas, regia di Antony Fayada
  - Zen-Zero, regia di Alessandro Ciulla
- 2001 
  - Alles mit besteck, regia di Franziska Meletzky
  - Souvenir, regia di Simone Lecca
  - Sem terra, regia di César Meneghetti, Elisabetta Pandimiglio
- 2002 
  - La Mirada, regia di Maria Alejandra Del Valle Romero
  - Un lavoro per tutti, regia di Jean-Philippe Pearson
  - Los escolares si siguen amando, regia di Paco Toledo
- 2003 
  - Glowing blue 2, regia di Barbara Brugola
  - Il giorno del santo, regia di Gianluca e Massimiliano De Serio
  - Tom the cat, regia di Bastian Charrier, Patrick Jean, Lucas Salton, Neïla Terrien
  - C'è molto da aspettare?, regia di Gaetano Di Lorenzo
- 2005 
  - This is a portrait, regia di Nicolas Bernier, Delphine Measroch
  - Shadi in the Beautiful Well, regia di Mahdi Fleifel
  - Morir de Amor, regia di Gil Alkabetz
  - Il diario dei salti, regia di Renato Gagliano, Alberto Masi, Davide Pernicano
- 2006 - Mort a l'ecran, regia di Alexis Ferrebeuf
- 2007 - Azraa wa Ahmar, regia di Mahmood Soliman (2006)
- 2008 - Comme ça, c'est fait!, regia di Axel du Bus, Michael Havenith (2007)
- 2009 - Arafat & I, regia di Mahdi Fleifel
- 2010 - Cigarette Candy, regia di Lauren Wolkstein
- 2012 - Deux Inconnus, regia di Lauren Wolkstein, Christopher Radcliff
- 2015 - A long night, regia di Kamiran Betasi
- 2016 
  - Xenos , regia di Mahdi Fleifel
  - Penance, regia di Ali Kişlar
- 2017 - BioBuddy, regia di Jan Chramosta, Janek Cingroš
- 2018 - Moths to flame, regia di Luca Jankovic, Marco Pellegrino

### Targa Vision Art
- 2006 - Io sono il vento, regia di Devis Venturelli
- 2007 - Chinese Portraiture, regia di Zhou Hongxiang
- 2008 - Quadrilogia del moto verticale, regia di Antonio Meucci
- 2009 - Not with a bang, regia di Alessandro Amaducci
- 2010 - Parallel, regia di Owen Eric Wood
- 2012 - Le fiamme di Nule, regia di Carolina Melis, Maria Zanardi
- 2015 - Urban Conformation 31-41, regia di Florian Rouzaud Cornabas
- 2016 - Vegetation Walk, regia di Anouk Chambaz, Julija Paškevičiūtė
- 2017 - The world, eight seconds, regia di Hassan Mokhtari
- 2018 - Force of the past, regia di Maren Wickwire

### Premi Speciali

#### Speciale Cinema Nuovo Pendola
- 1993 – E Dio creò la luce il colore, regia di Stefano Tognarelli
- 1994 – Il sogno di Pasolini, regia di Schermo Bianco

#### Speciale Montisi
- 1993 – Pasta Rabilla, regia di Luca Pozzi

#### Speciale Tartufo Bianco San Giovanni d'Asso
- 1993
  - Crete, regia di Maurizio Gioco, Zatac
  - Enigma, regia di Alberto Di Cintio
  - Gli animali dello zoo di Pistoia, regia di Alberto Brogi
- 1994
  - Propaganda, regia di Andrea Pomini
  - Il bisogno, regia di Sauro Biagioli

#### L'Altro Mercoledì - L'Officina
- 1994
  - Debhorah, regia di Antonio Rezza, Flavia Mastrella
  - Life Time, regia di Zatac

#### Migliore Colonna Sonora Originale
- 1996 – Stefano Mainetti per Sera, regia di Pier Paolo Dainelli, Chiara Colzi
- 1997 - Davide Monacchi per Potentiae, regia di Claudia Muratori

#### Insekt Visioni Mutanti
- 1999 – Io lui l'altro, regia di Filippo Chiesa
- 2000 – Tempi di lolla, regia di Lauro Crociani

#### Migliore Attrice
- 1999 - Simona Caramelli per Ambiguo, regia di Fausto Pisani
- 2001 - Anita Metzger per Titanic, regia di Marcello Trezza

#### Migliore Attore
- 2000 - Nicola Giustino per Un'ora di straordinario, regia di Michele Bia, Geremia Capriuoli, Franco Ferrante

#### Terra di Nessuno
- 2000 – Petits anges foutus, regia di Sirio Luginbühl, Luca Luciani

#### Reciprocamente - Ente Pari Opportunità Siena
- 2000 – Colomba, regia di Ila Bêka
- 2001 – Vivere, regia di Daniele Riccioni
- 2002 – Cameracar, regia di Giorgio Carella, Paolo Cognetti
- 2003 – Amaurois, regia di Jesus Ramos

#### Premio Metropolis – Circoscrizione 2
- 2001 – Il giorno che vidi i sorci verdi p. I, regia di Simone Massi
- 2002 – Cameracar, regia di Giorgio Carella, Paolo Cognetti

#### Premio dei Titoli
- 2001 - La frittatina, regia di Marcello Gori
- 2002 - Gack gack, regia di Olaf Encke

#### Premio alle Scuole
- 2001 - I.S.I.A. Scuola del Libro Urbino
- 2003 - Hochschule für Film und Television "Konrad Wolf"
- 2004 - Hochschule für Film und Television "Konrad Wolf"
- 2005 - Bauhaus-Universität Weimar

#### I Siciliani
- 2002 - Palermo, regia di Salvo Cuccia

#### Concorso Video delle Scuole
- 2004 – She under a Sherrington tree, regia di Nicolas Bernier, Delphine Measroch
- 2005 – Fin, regia di Miriam Visaczki

#### FuoriClasse, Panorama Italiano
- 2005 - Non vedo l'ora, regia di Barbara Folchitto, Giulia Troiano
- 2007 - Eternal skin, regia di Edoardo Lugari
- 2008 - Bulli si nasce, regia di Massimo Cappelli
- 2009 - Una più del diavolo, regia di Marcello Gori
- 2010 - 41, regia di Massimo Cappelli
- 2012 - Gamba trista, regia di Francesco Filippi

#### Premio Sbarriamo gli occhi
- 2006 – Colori a metà, regia di Nicola Di Grazia

#### Trofeo Schermi Volanti
- 2006 - Mort a l'ecran, regia di Alexis Ferrebeuf

#### Premio Second Life
- 2007
  - Der lachende Hund, regia di Shohreh Jandaghian
  - Panorama_Roma, regia di ZimmerFrei
- 2008 - Factor 3, regia di Marc Alvarez

#### Premio Speciale INAIL
- 2012 - Il cielo della domenica, regia di Ermes Di Salvia

#### Concorso Documentari
- 2013 – The art of Super 8, regia di Camillo Valle

#### Premio Bambini in Corto
- 2015 - L'Americano returns, regia di Ricky Renna

#### Premio Speciale Food & Water
- 2015 - Parvaneha End – Butterflies, regia di Adnan Zandi

#### Premio Speciale Borders
- 2015 - Tiny little delicate foreign castles, regia di Rob Key

#### Premio Speciale Detenuti del Carcere di Ranza
- 2017 - Confino, regia di Nico Bonomolo

#### Premio Comico e Grottesco
- 2018 - Two together, regia di Cenk Koksal

## Premi non più assegnati

### Premio del Pubblico (1991-2002)
- 1991 - Avventure in mountain bike, regia di Francesco Cosci
- 1992 
  - Pasta Rabilla, regia di Luca Pozzi
  - Senza titolo, regia di Sergio Licatalosi, Christine Hellemans
- 1993 - Viareggio: cantando sotto la pioggia, regia di Marcello Trezza
- 1994
  - Il Brunantico delle Crete, regia di Video Comic Troupe
  - Arte e Finzioni, regia di Alberto Di Cintio, Fabio Bianchini
- 1996
  - Venerdì 17, regia di Marcello Gori
  - Diciotto anni, regia di Federico Bracci, Manuel Zini
- 1997
  - L'emulo, regia di Marcello Gori
  - Immemoria, regia di Simone Massi
- 1998
  - Lijuba, regia di Armando e Claudio Alberti
  - Byte generation, regia di Threshold Brothers
- 1999
  - La finestra sul giardino, regia di Armando e Claudio Alberti
  - Schizofrenia, regia di Paolo Ameli
  - Arturo, regia di Pascal Zullino, Vito Cea, Ignazio Olivieri
  - Il Magnifico Sette, regia di Paolo Pisanelli
  - La freccia, regia di Mauro Borgarello
- 2000
  - Slurp!, regia di Marzio Mirabella
  - Symphonie pour un repas, regia di Antony Fayada
  - La scoperta di Walter, regia di Paolo Genovese, Luca Miniero
  - Bsss..., regia di Felix Gönnert
- 2001
  - Uno su seicento milioni, regia di Maurizio Fei
  - Psycho B., regia di Max Franceschini
  - Il cancello, regia di Fabian Ribezzo
  - I corti di Gaia, regia di Gaia Bracco
  - Sezamai, atsiverk (Aprimi Sesamo) regia di Nijole Valadkeviciute
- 2002
  - Passion fruit, regia di Jack Sekowski
  - Vivere e morire a Nordest, regia di Daniele Carrer
  - Hombre tranquilos, regia di Ángel Loza
  - Gack gack, regia di Olaf Encke